# Eulithis testaceata
Eulithis testaceata är en fjärilsart som beskrevs av Adrian Hardy Haworth 1802. Eulithis testaceata ingår i släktet Eulithis och familjen mätare. Inga underarter finns listade i Catalogue of Life.